# SS Algoma
Le SS Algoma est un bateau à vapeur canadien lancé le 31 juillet 1883 à Glasgow, en Écosse. Le matin du 7 novembre 1885, ce navire à passagers de la Canadian Pacific Railway Company s'échoue contre Mott Island, une île du lac Supérieur. Aujourd'hui protégée au sein du parc national de l'Isle Royale, aux États-Unis, son épave est inscrite au Registre national des lieux historiques depuis le 14 juin 1984.